# FC Rechitsa-2014
El FC Rechista-2014 fue un equipo de fútbol de Bielorrusia que alguna vez jugó en la Liga Premier de Bielorrusia, la primera categoría de fútbol en el país.

## Historia
Fue fundado en el año 1952 en la ciudad de Rechitsa con el nombre FK Dnyaprovets, aunque en la década de los años 1970s lo cambiaron por el de FC Vedrich y en sus primeros años vagó entre la Liga Soviética de Bielorrusia y los niveles bajos del fútbol durante la época soviética.
Antes la caída de la Unión Soviética y la independencia de Bielorrusia se convirtió en el último campeón de la Primera Liga Soviética de Bielorrusia en 1991, con lo que se ganó el derecho de ser uno de los equipos fundadores de la Liga Premier de Bielorrusia en 1992, terminando en octavo lugar en su primera temporada en la máxima categoría. El club se mantuvo en la máxima categoría por seos temporadas hasta su descenso en 1996, y en 1997 cambia su nombre por el de FC Vedrich-97 mientras jugaba en la Primera División de Bielorrusia, donde estuvo tres temporadas hasta que retornó a la Liga Premier de Bielorrusia en 2000.
El club se mantuvo por dos temporadas en la máxima categoría hasta que volvió a descender en 2002, en 2004 termina en segundo lugar de la Primera División de Bielorrusia, pero como no pudo obtener el permiso para jugar en la máxima categoría, le denegaron el ascenso.
En 2014 el club cambia su nombre por el más reciente, y tras descender a la Segunda División de Bielorrusia en 2015, el club cierra operaciones y desaparece a inicios del 2016.

## Palmarés

### Era Soviética
- Primera División BSSR: 1

1991

## Temporadas Tras la Independencia
| Temporada | Nivel | Pos. | J  | G  | E  | P  | GF-GC | Pts. | Domestic Cup | Notas      |
| --------- | ----- | ---- | -- | -- | -- | -- | ----- | ---- | ------------ | ---------- |
| 1992      | 1     | 8    | 15 | 6  | 3  | 6  | 17–19 | 15   | 1/32         |            |
| 1992–93   | 1     | 15   | 32 | 7  | 7  | 18 | 30–61 | 21   | Finalista    |            |
| 1993–94   | 1     | 12   | 30 | 7  | 7  | 16 | 20–41 | 21   | 1/16         |            |
| 1994–95   | 1     | 9    | 30 | 10 | 8  | 12 | 24–33 | 28   | 1/4          |            |
| 1995      | 1     | 14   | 15 | 4  | 3  | 8  | 22–20 | 15   | 1/32         |            |
| 1996      | 1     | 16   | 30 | 4  | 3  | 23 | 14–57 | 15   | 1/32         | Descendido |
| 1997      | 2     | 6    | 30 | 13 | 7  | 10 | 44–34 | 46   | 1/16         |            |
| 1998      | 2     | 6    | 30 | 13 | 6  | 11 | 42–37 | 45   | 1/32         |            |
| 1999      | 2     | 2    | 30 | 16 | 10 | 4  | 56–30 | 58   | 1/32         | Promovido  |
| 2000      | 1     | 12   | 30 | 6  | 11 | 13 | 23–36 | 29   | 1/32         |            |
| 2001      | 1     | 14   | 26 | 2  | 2  | 22 | 17–60 | 8    | Semifinales  | Descendido |
| 2002      | 2     | 4    | 30 | 19 | 4  | 7  | 55–25 | 61   | 1/16         |            |
| 2003      | 2     | 4    | 30 | 16 | 5  | 9  | 52–29 | 53   | 1/32         |            |
| 2004      | 2     | 21   | 30 | 18 | 8  | 4  | 46–21 | 62   | 1/32         |            |
| 2005      | 2     | 8    | 30 | 11 | 6  | 13 | 37–41 | 39   | 1/32         |            |
| 2006      | 2     | 7    | 26 | 10 | 6  | 10 | 31–32 | 36   | 1/32         |            |
| 2007      | 2     | 10   | 26 | 9  | 6  | 11 | 29–26 | 33   | 1/16         |            |
| 2008      | 2     | 6    | 26 | 12 | 3  | 11 | 39–34 | 39   | 1/32         |            |
| 2009      | 2     | 8    | 26 | 10 | 5  | 11 | 40–47 | 35   | 1/32         |            |
| 2010      | 2     | 14   | 30 | 8  | 6  | 16 | 29–46 | 30   | 1/32         |            |
| 2011      | 2     | 6    | 30 | 13 | 7  | 10 | 40–34 | 46   | 1/32         |            |
| 2012      | 2     | 7    | 28 | 9  | 12 | 7  | 40–24 | 39   | 1/16         |            |
| 2013      | 2     | 12   | 30 | 9  | 12 | 9  | 47–36 | 39   | 1/32         |            |
| 2014      | 2     | 5    | 30 | 13 | 7  | 10 | 41-36 | 46   | 1/16         |            |
| 2015      | 2     | 16   | 30 | 2  | 5  | 23 | 14-66 | 11   | 1/32         | Descendido |

- 1 El Club no obtuvo la licencia para jugar en la Liga Premier de Bielorrusia, por lo que se mantuvo en la Primera División de Bielorrusia.